# 小院
《小院》是由女作家王安忆的短篇小说《小院琐记》改编的一部电影，描写一个文工团宿舍院内的生活琐事。该片是北京电影学院78级学生的毕业作品之一，拍摄于1981年。

## 基本数据
- 4本
- 黑白

## 演职员
- 原著：王安忆（根据王安忆《小院琐记》改编）
- 编导：谢小晶 田壮壮 崔小芹
- 摄影：梁明 侯咏 张会军 王左 吴越 张艺谋 智磊
- 美术：杨小文
- 录音：翟明 张羽 冯棱棱 麦燕女 吴昊 孙欣 张君 孟健
- 演员：
  - 老姜-蔡建新
  - 小章-孙海虹
  - 海平-李天翔
  - 任嘉-马静
  - 阿平-张建亚
  - 桑桑-朱琳
  - 计小中-王咏歌
  - 连珠-李羚
  - 李秀文-董君松
  - 黄健-贾东朔

……

## 其他
- 《小院》曾在1981年的东京国际电影节上展映[1]